# Slag bij Ashdown
De Slag bij Ashdown vond op 8 januari 871 plaats in het Engelse graafschap Berkshire (mogelijk het deel dat tot Oxfordshire behoort). De 21-jarige Alfred de Grote leidde een leger van zijn broer, koning Æthelred I van Wessex, naar een overwinning in de strijd tegen binnenvallende Denen.
In deze veldslag sneuvelde een van de belangrijkste aanvoerders van de Vikingen op dat moment, koning Bagsecg van Denemarken. Hij had zich pas met zijn leger bij het Grote heidense leger aangesloten.
Vertellingen van de strijd zijn voor een groot deel gebaseerd op Assers "Leven van Alfred", maar er is enige onenigheid over de vraag of dit een authentiek verslag betreft.